# سیارک ۱۱۷۰۳۲
سیارک ۱۱۷۰۳۲ (به انگلیسی: 117032 Davidlane، نامگذاری:2004JN20) صد و هفده هزار و سی و دومین سیارک کشف شده‌است که در ۱۴ مه ۲۰۰۴ کشف شد.